# 洪都拉斯奥林匹克委员会
洪都拉斯奥林匹克委员会（西班牙語：Comité Olímpico Hondureño，IOC编码：HON）是代表洪都拉斯的国家奥林匹克委员会。洪都拉斯奥林匹克委员会成立于1956年，并于同年获得国际奥林匹克委员会的认可。该组织也是泛美体育组织的成员。

## 外部连结
- 官方网站 （西班牙文）